# Johann Christoph Wöhrmann
Johann Christoph Wöhrmann (letton :  Johans Kristof Vērmans) (né le 6 juillet 1784 à Riga - mort le 21 août 1843 à Franzensbad) est un marchand germano-balte et le consul général prussien de Livonie et de Courlande à Riga.

## Prix
- 1832 : Chevalier de l'Ordre de Saint-Vladimir de 4e classe
- 1842 : Chevalier de l'Ordre de Saint-Stanislas de 2e classe
- 1835 : Chevalier de l'Ordre de l'Aigle rouge de 4e classe

### Bibliographie

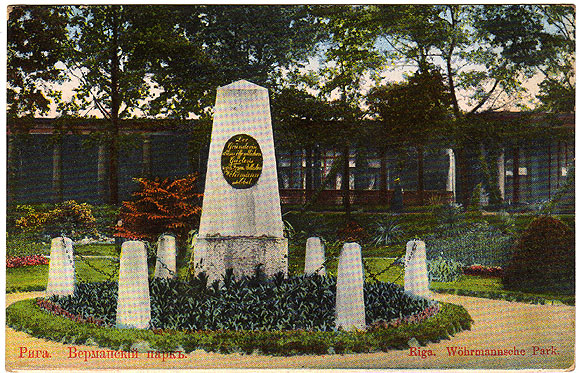
Obélisque dans le jardin de Wöhrmann.